# آهوی بخت من گزل
آهوی بخت من گُزل اثری است از محمود دولت‌آبادی که در سال ۱۳۶۷ توسط نشر چشمه به چاپ رسید. چاپ دوم این کتاب در سال ۱۳۶۸ منتشر شد. ویرایش چهارم آن همراه با تصویرگری مهری حاج‌آقازاده در زمستان ۱۳۸۲ با همکاری نشر چشمه و انتشارات فرهنگ معاصر در ۳۰ صفحه به چاپ رسید.

## خلاصهٔ داستان
آهوی بخت من گزل، سرنوشت دختری است به نام گزل که با سرنوشت غزالی تیزتک می‌آمیزد. گویی هر دو که از دست صیادان در آسیب و هراسند، چشم انتظار فردایی هستند که روشنی و عشق را به آن‌ها هبه کند. فردایی که سواران پر شیهه و پرخروش، با دشتی از سبزه و آب و آبادانی به خانه باز آیند.

## گزیدهٔ داستان
در پشت جلد کتاب، گزیده‌ای از داستان به قلم نویسنده اینطور آمده‌است:
گزل به بره‌هایش که نگاه می‌کرد، در یک آن هزار رنگ و اثر زندگی، انگار تو مردمک چشم‌هایش رژه می‌رفتند. در واقع بره آهوها مو می‌دیدند و گُزل پیچش مو. حال هم که گزل به بره‌هایش نگاه می‌کرد، هم از تماشای آن‌ها غرق شوق و لذت یود، و هم در همان حال، دلش دریای غم.

دیگر چرا دریای غم، گزل؟

«... از این که می‌دانم دنیا را به آسانی و بی‌تاوان به کسی نمی‌دهند؛ این اسنت که غمگینم. برای بره‌هایم غمگینم.»

پس چرا شاد هستی، و چطور می‌توانی شاد باشی؟

«... شادی‌ام گذرا و ناپایاست، شادی گذرایم از آنِ بی‌خبری‌ست، بی‌خبری بره‌هایم. می‌پایم‌شان تا لحظه‌هایی ایمن زندگی کنند، شادم از آن لحظهٔ ایمن، و غمگینم از بی‌اعتباری لحظه‌ها، آه…

آن‌ها انگار دو تا عروس‌اند و از نیشِ دنیا هنوز هیچ ننوشیده‌اند، آن‌ها هنوز خبر از خطرها ندارند، اما من… این آرامش را کمین‌گاه خطر می‌بینم، نه جای امن و عافیت… چه چاره می‌توانم بکنم؟»